# Jansky (Mondkrater)
Jansky ist ein Einschlagkrater äußersten östlichen Rand der Mondvorderseite, am südlichen Rand des Mare Marginis.
Der Krater ist sehr stark erodiert und dadurch in Verbindung mit seiner Randlage von der Erde aus extrem schlecht sichtbar.
| Buchstabe | Position          | Durchmesser | Link |
| --------- | ----------------- | ----------- | ---- |
| D         | 9,55° N, 91,21° O | 23 km       |      |
| F         | 9° N, 92,32° O    | 47 km       |      |
| H         | 7,71° N, 91,37° O | 11 km       |      |

Der Krater wurde 1964 von der IAU nach dem US-amerikanischen Ingenieur und ersten Radioastronomen Karl Guthe Jansky offiziell benannt.